# مويا (قونكة)
بلدية مِيَة أو مويا (بالإسبانية: Moya)‏، هي إحدى بلديات مقاطعة قونكة إحدى مقاطعات إسبانيا، و التي تقع في منطقة قشتالة لا منتشا وسط البلاد, و المائلة لجهة الشرق من إسبانيا.
يبلغ عدد سكانها 218 نسمة وفقاً لإحصائية سنة (2007).